# Пелеснур
Пелеснур — деревня в Кикнурском районе Кировской области.

## География
Находится на расстоянии менее 1 км на северо-восток от границы райцентра поселка  Кикнур.

## История
Известна с 1873 года как починок Ходыкин (Переснур), в котором отмечено дворов 5 и жителей 57, в 1905 25 и 177, в 1926 (уже деревня Ходыкино или Переснур) 34 и 163, в 1950 44 и 148, в 1989 году учтено 97 жителей. Настоящее название закрепилось с 1939 года. До января 2020 года входила в Кикнурское городское поселение до его упразднения.

## Население
Постоянное население  составляло 94 человек (русские 82%) в 2002 году, 83 в 2010.